# خيركو
خيركو ((بالفارسية: خيركو)، تلفظ: Kheyrgū) هي منطقة سكنية في محافظة فارس إيران التابعة لبلدة أشكنان مقاطعة لامرد.

## السكان
تقع هذه القرية في قسم خيركو وحسب احصاءات سنة 2006 كان عدد سكانها 1,051, في 215 مسكن.